# Абааси
Абааси, Абаси (на якутски: абаасы/абааһы, сходно с тюркското албасти ) – зли духове в якутската митология. Представяни са като демони-изкусители – те изкушават хората, подтиквайки ги към престъпления и в същото време им изпращат нещастия и болести; много от тях могат да отнемат разсъдъка на човек. Вярва се, че абасите се хранят с душите на хората и животните, затова често при заболяване или дори при смърт, близките принасят на абасите животно в жертва, опитвайки се да заменят неговата душа за човешката. Якутите вярват, че ако човек умре преди да достигне преклонна възраст, душата му (т. нар. кут) е открадната от абаасите, за да я изядат.
Според едни разкази външният вид на абаасите е като на огромни хора с ръст колкото лиственица, според други са представяни като еднооки, едноръки и еднокраки чудовища; телата им често са метални. Обитават и трите свята на мирозданието – горния (където техен предводител е Улу тойон), средния и долния (с предводител Арсан Дуолай); смята се, че се движат на групи по седем. Най-известни сред тях са Арсан-Дуолай и Хара Суорун.